# Van Veen (motorcykel)

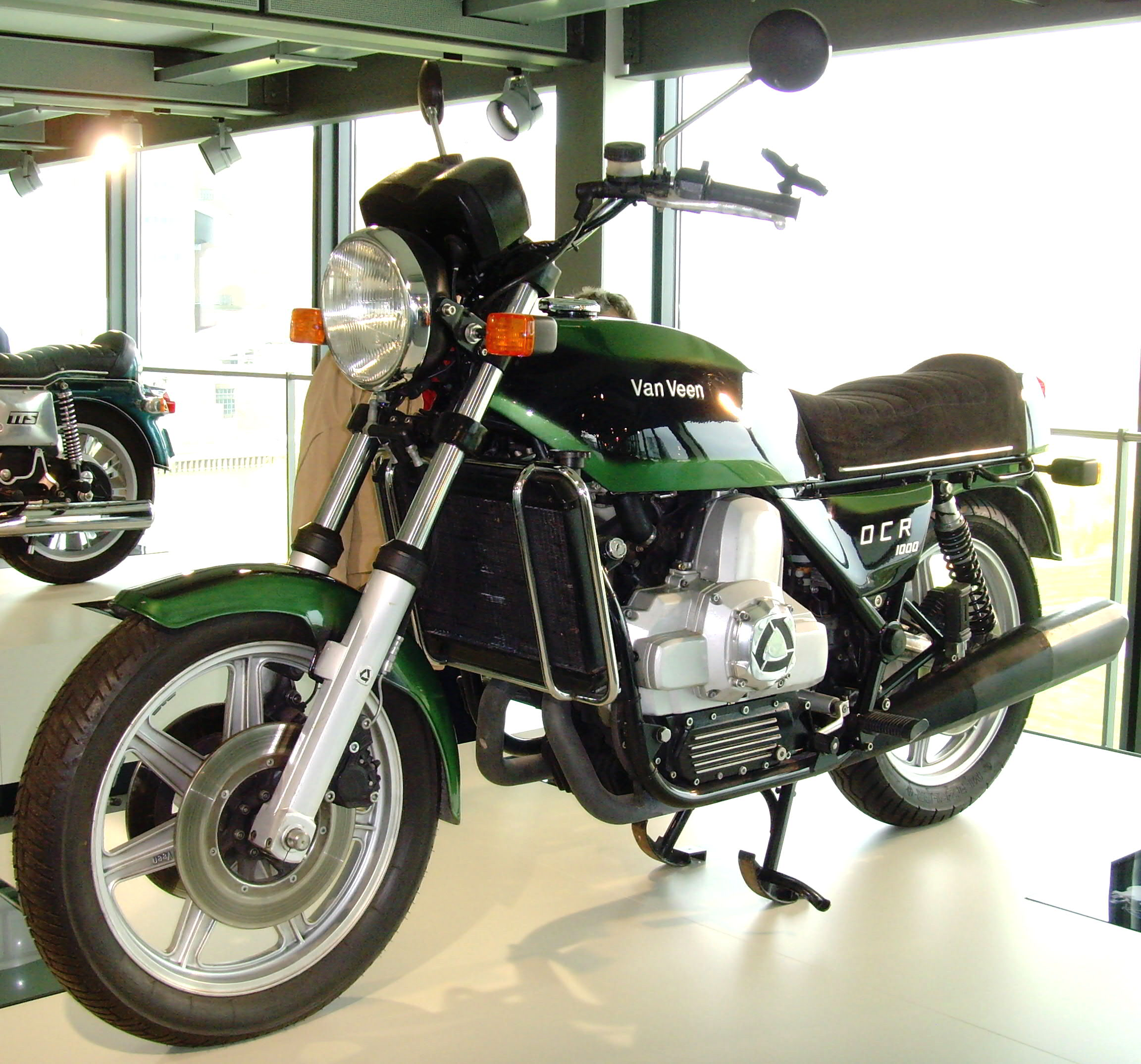
Van Veen OCR1000 årsmodell 1977

Van Veen eller Van Veen Kreid är en tidigare nederländsk tillverkare av motorcyklar med wankelmotor.
En prototyp med en tysk wankelmotor på 1000 cm³ byggdes 1974 och visades på motorcykelmässan i Frankfurt det året. Begränsad produktion startades 1978 i Amsterdam och upphörde 1981, efter att endast 38 motorcyklar hade byggts. Problem med motorkonstruktionen samt motorcykelns stora vikt samt höga pris bidrog till att försäljningsframgångarna uteblev. Överblivna delar såldes år 2011. Av dessa har ytterligare 10 motorcyklar byggts för försäljning.